# Marathon aquatique Santa Fe-Coronda

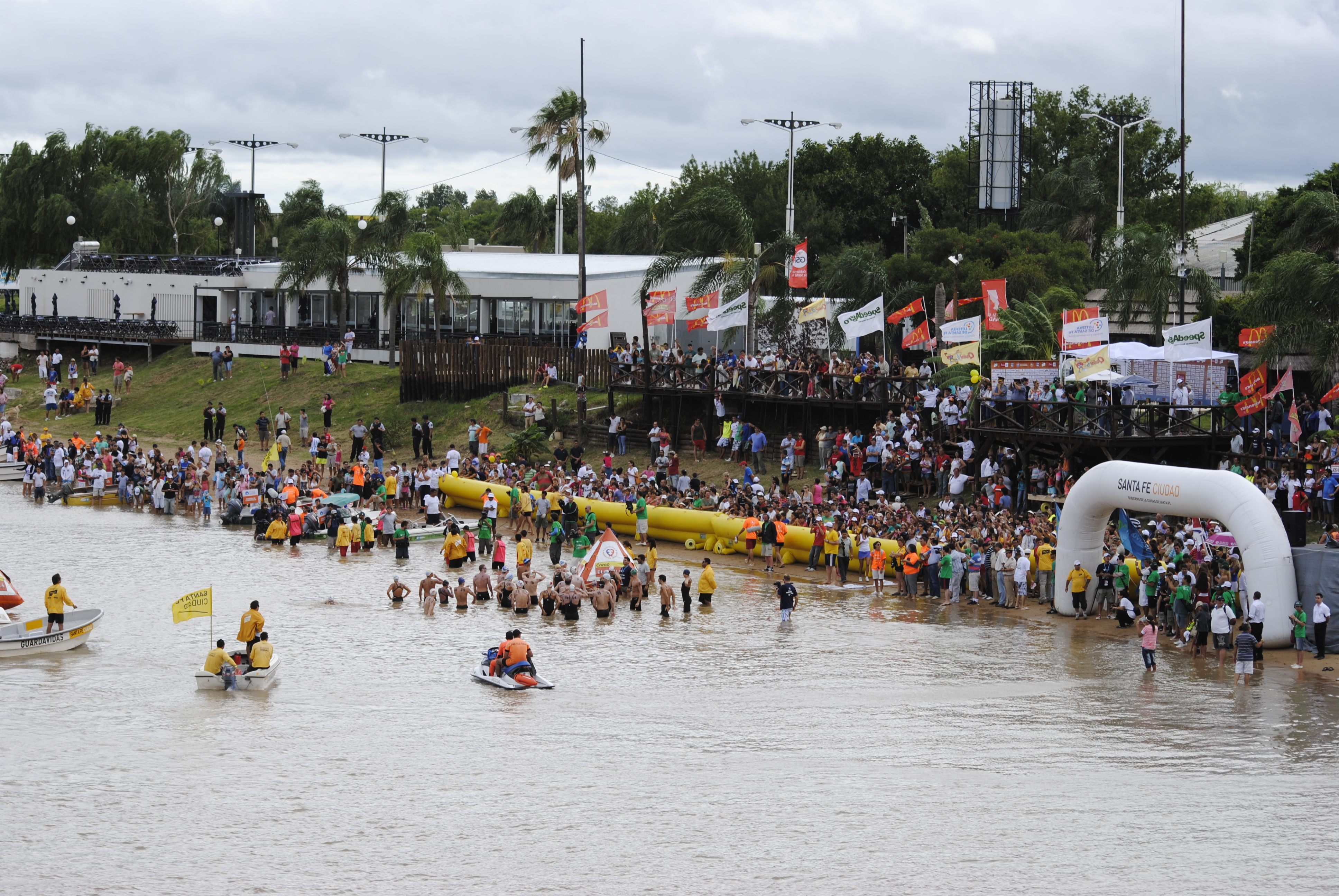
Marathon Santa Fe - Coronda en 2014. Lagune Setubal, province de Santa Fe.

Le marathon aquatique Santa Fe-Coronda, ou marathon aquatique de la rivière Coronda (en espagnol Maratón Acuatíco Río Coronda), est une course de nage en eau libre de 57 kilomètres environ, créée en 1961, se déroulant en Argentine, dans la province de Santa Fe. Disputée chaque année en janvier ou février, cette course relie les villes de Santa Fe et Coronda via Santo Tomé.
Les vainqueurs mettent environ 8 heures à parcourir la distance.
Créée en 1961, cette course n'a pas été organisée à plusieurs reprises à cause de problèmes économiques ou de troubles politiques, mais elle est annuelle et sans interruption depuis 1990. Cette épreuve a fait partie des épreuves du circuit marathon de la FINA.
Le film argentin Agua (2006), réalisé par Verónica Chen, se déroule durant cette course.